# Duomo di Pietrasanta
La collegiata di San Martino è il principale luogo di culto cattolico di Pietrasanta, in Versilia, nella provincia di Lucca.
La prima notizia sulla chiesa risale al 1223, mentre alcuni lavori di ampliamento furono registrati nel 1330. Papa Urbano VI nel 1387 la dotò di un capitolo di canonici e la elevò a chiesa collegiata dotandola del fonte battesimale.

## Descrizione

### Misure e dimensioni
- Lunghezza dal portale d'ingresso all'abside: 46,46 metri
- Larghezza totale delle navate: 18,39 metri
- Altezza navata maggiore: 15,84 metri
- Altezza interna cupola: 28,79 metri
- Diametro tamburo della cupola: 9,25 metri
- Larghezza transetto: 28 metri
- Altezza campanile: 36 metri

### Esterno

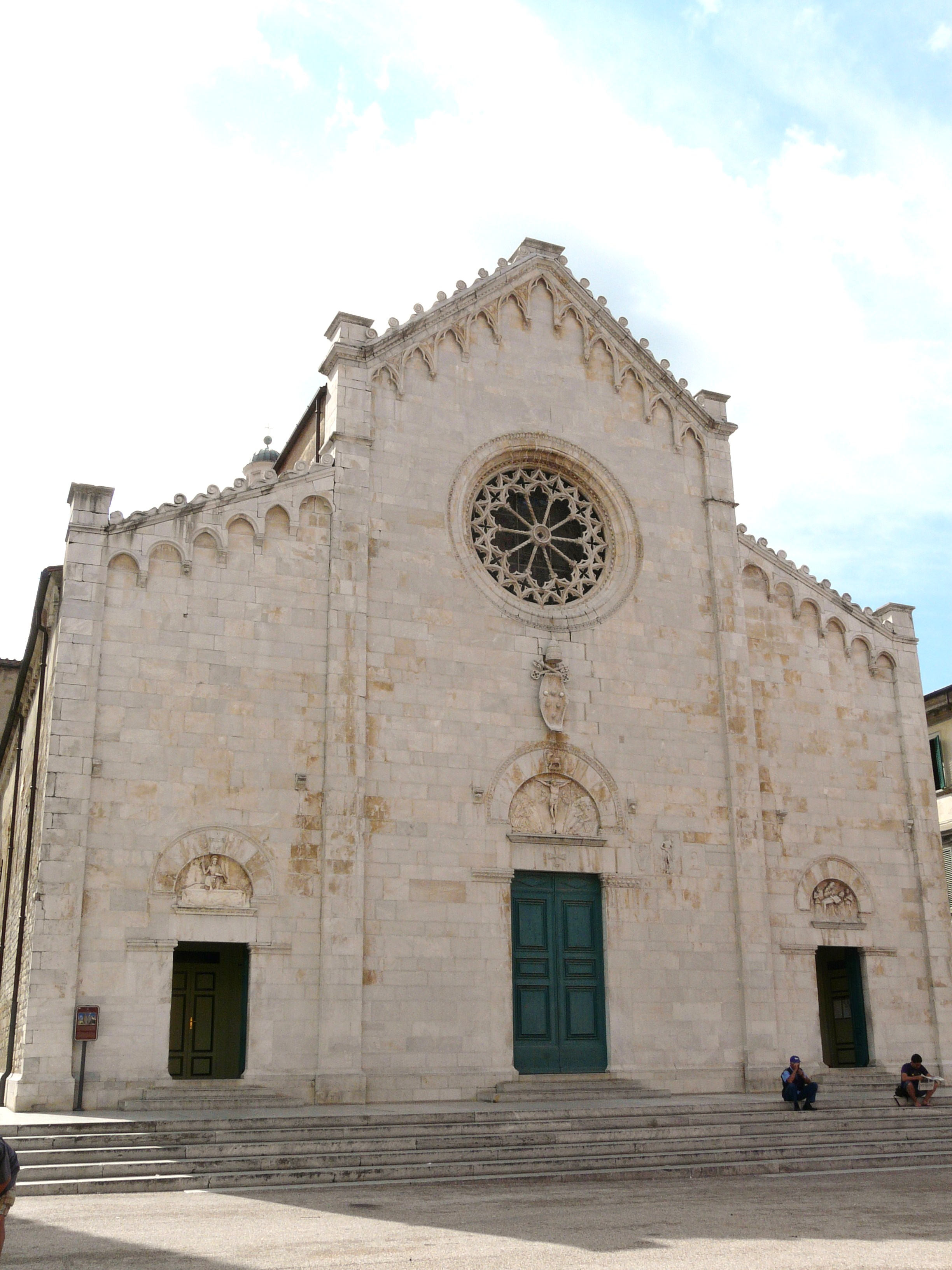
Facciata

L'esterno è rivestito di marmi bianchi che abbondano nella zona, con una facciata a salienti, dalla quale si intuisce il profilo interno con le tre navate.
Su ognuno dei tre portali sono lunette scolpite che riportano altrettante scene della Passione e Resurrezione di Cristo, attribuite genericamente alla scuola pisana. Nel transetto destro si apre un'altra porta su Via Garibaldi, anche questa sormontata da una lunetta scolpita che raffigura San Giovanni Battista, opera trecentesca di Bonuccio Pardini. 
Gli stemmi sulla facciata ricordano la dominazione genovese e fiorentina sulla città, oltre al grande stemma di papa Leone X. Il pregevole rosone in marmo è attribuito a Riccomanno Riccomanni (XIV secolo).

#### Il campanile
Il campanile che fiancheggia la collegiata è alto circa 36 metri, con una pianta a base quadrata con lato di 8 metri, e si presenta con una semplice superficie a mattoni a vista, anche se il progetto originario ne prevedeva un rivestimento in marmo, mai completato.
L'interno invece è provvisto di una particolare scala elicoidale. 
Le sue possenti campane sono state fabbricate dalla storica Fonderia Lorenzo Lera di Lammari (Lucca) nel 1887. Ogni bronzo ha particolari dediche o denominazioni: Il campanone, in nota Mib3, è dedicato alla Madonna del Sole, patrona di Pietrasanta assieme a San Martino, la mezzana, nota Fa3, a San Martino (titolare del Duomo), la mezzanella, in Sol3, invece è dedicata a San Costanzo un tempo vivamente festeggiato dalla comunità pietrasantese e la piccola, che suona un Lab3, è denominata Ave Maria.
Il campanile, commissionato dalla collegiata di San Martino è stato terminato intorno al 1520 ed è attribuito all'architetto fiorentino Donato Benti, ma alcune fonti sostengono che alla sua costruzione abbia contribuito anche Michelangelo Buonarroti, soprattutto nella costruzione della complessa e caratteristica scala elicoidale.

### Interno

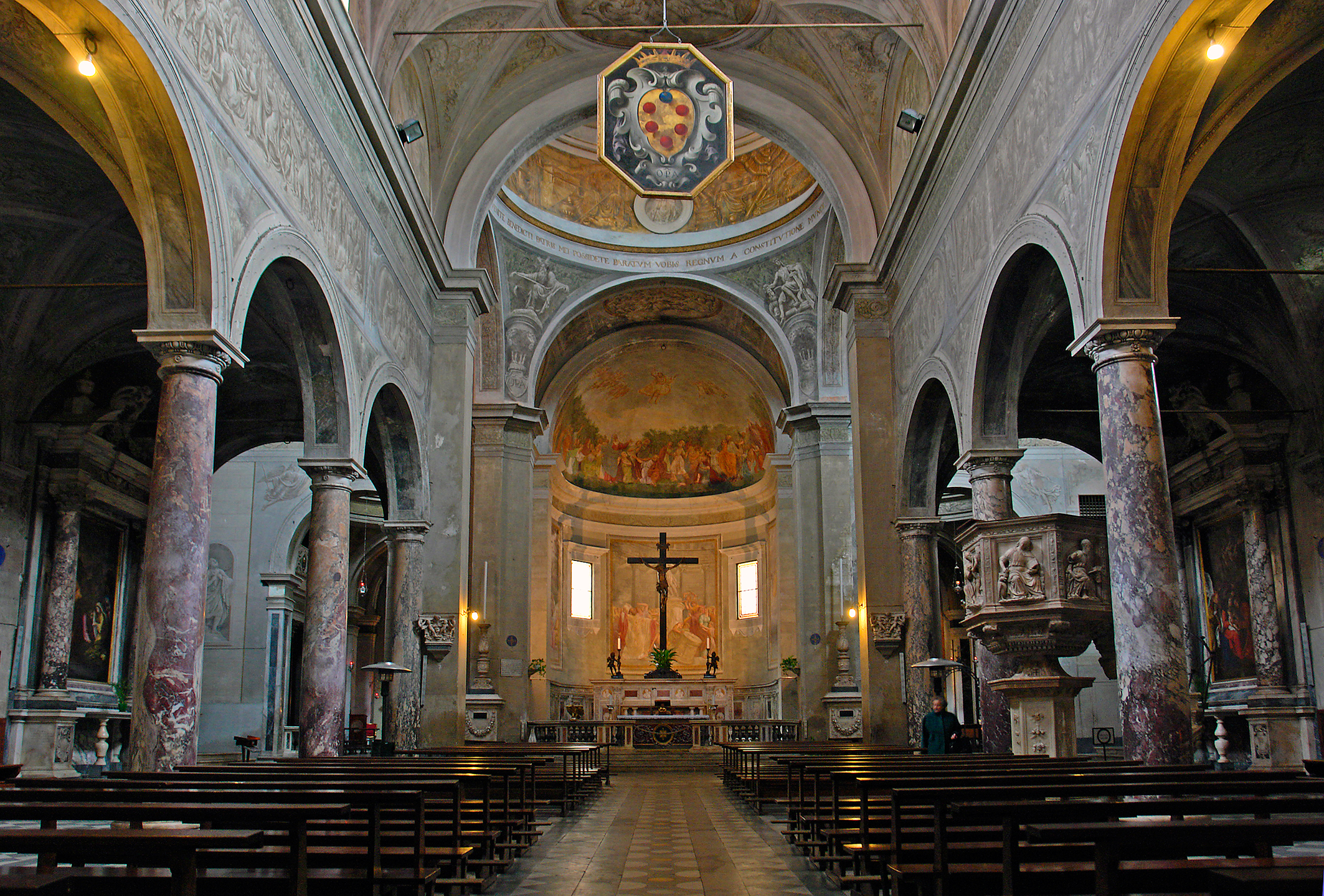
Interno

La pianta della chiesa è a classica croce latina con tre navate e transetto. 

Le opere conservate risalgono a varie epoche, ma il periodo che ha maggiormente influenzato l'aspetto attuale è quello legato alla Granduchessa Cristina di Lorena che, nel 1627, commissionò ad artisti fiorentini la ristrutturazione della chiesa: furono creati gli altari laterali, che vennero decorati da grandi pale devozionali (si contano opere di Marcello Tommasi, Matteo Rosselli, Francesco Curradi, Jacopo Vignali, Pietro Dandini, Bastiano Bitozzi, Jacopo Chiavistelli e Alessandro Cominotti), mentre gli apparati scultorei furono curati da Giovan Battista Stagi e Ferdinando Tacca.
Al secolo precedente risalgono il pulpito marmoreo, pregevole opera di Donato Benti e Lorenzo Stagi (1508) e le due acquasantiere di Stagio Stagi. 
Le pareti e i soffitti sono stati dipinti con vari soggetti a colori o a chiaroscuro dal pittore milanese Luigi Ademollo tra il 1823 e il 1825. La cupola era originariamente ottagonale (1453), ma venne ricostruita a pianta circolare nel 1820.
Nella cappella del transetto alla destra dell'altare maggiore si trova la venerata immagine della cosiddetta Madonna del Sole, un dipinto su tavola con una Madonna con Bambino tra santi di un anonimo pittore tardogotico, datato 1424 e che viene esposto solo durante particolari celebrazioni.

### Organo a canne
Nel 1784 venne trasferito nella collegiata l'organo a canne dell'oratorio della confraternita della Santissima Trinità di Pistoia, per il quale era stato costruito da Domenico Francesco Cacioli insieme ad Antonio e Filippo Tronci tra il 1748 e il 1749; tale strumento fu a sua volta venduto nel 1833 alla pieve di San Michele a Farnocchia e sostituito da un altro appositamente costruito da Giosuè Agati; quest'ultimo disponeva di 48 registri su due manuali e pedale ed era racchiuso all'interno di una cassa in stile neogotico riccamente ornata. Venne restaurato da Odoardo Landucci nel 1852 e rifatto dalla ditta Agati-Tronci alla fine del XIX secolo.
L'organo ottocentesco fu demolito e sostituito nel 2017-2018 da uno nuovo costruito dalla ditta Chichi; quest'ultimo è a trasmissione elettronica e dispone di 54 registri (su tre manuali e pedale) per un totale di 2663 canne. Lo strumento si articola in tre corpi: quello principale è sulla cantoria nella controfacciata mentre gli altri due sono collocati dietro l'altare maggiore e nel vano sottostante il transetto di destra.

## Altre immagini

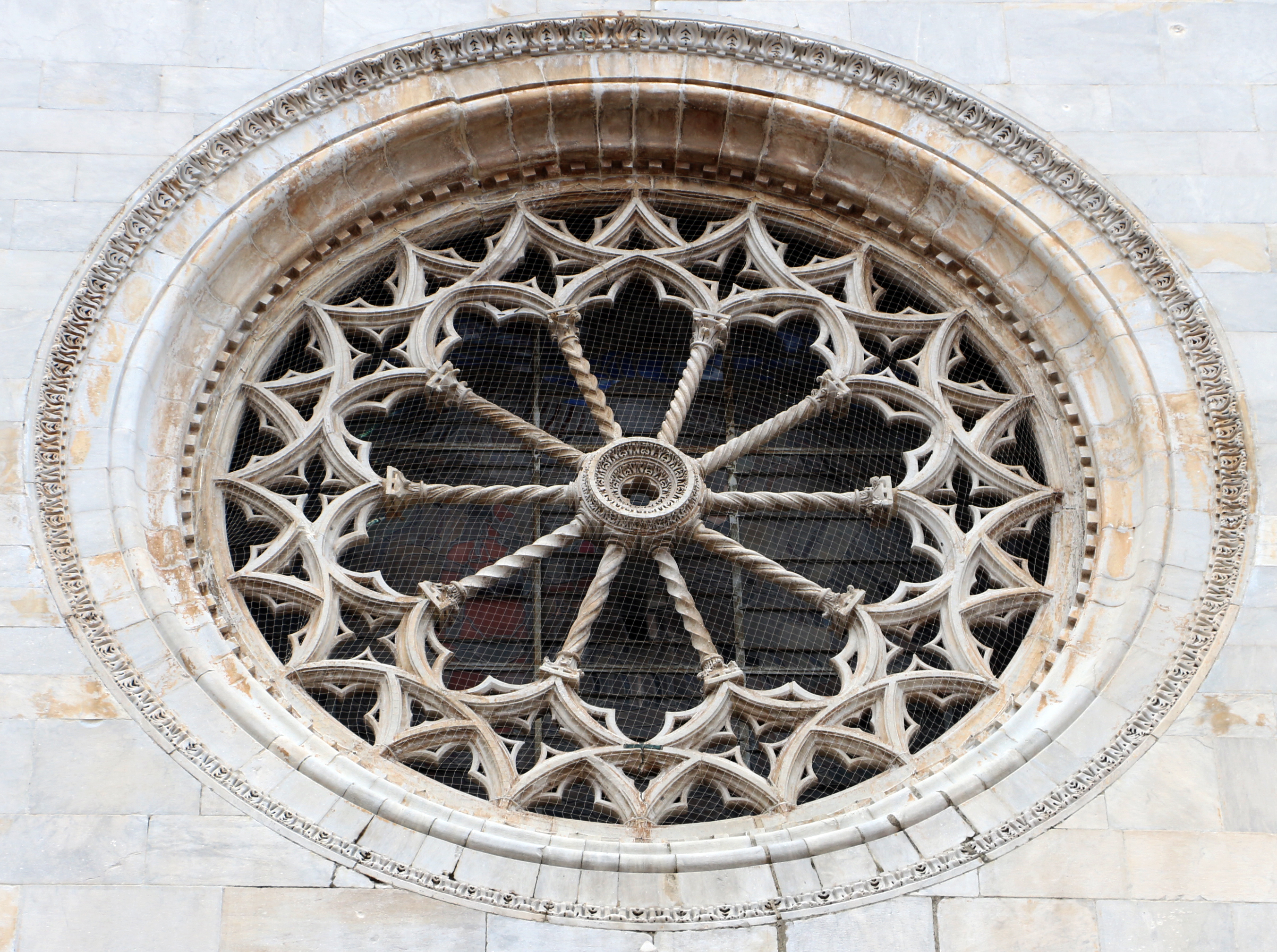
Il rosone XIV secolo
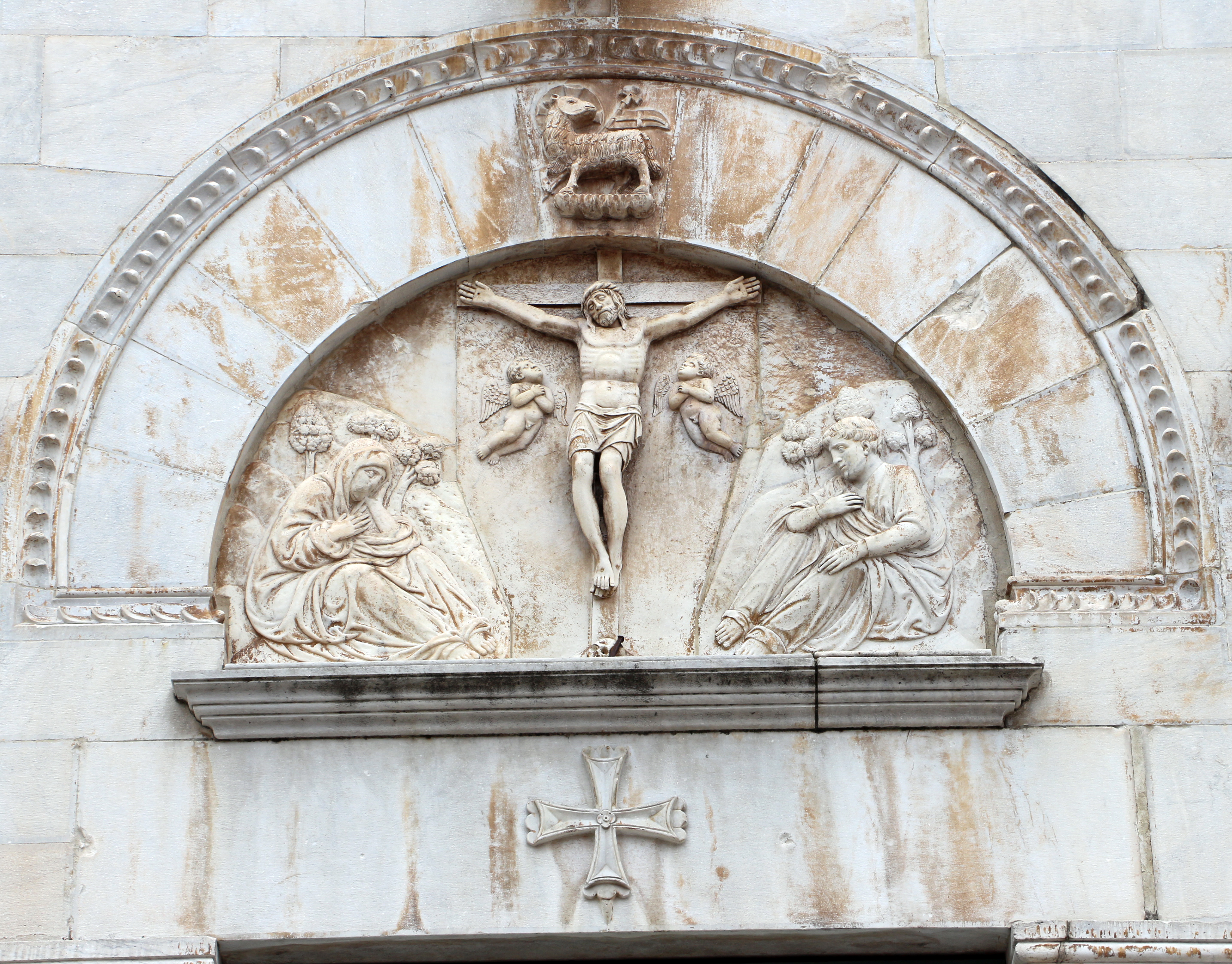
Lunetta della Crocifissione Portale centrale
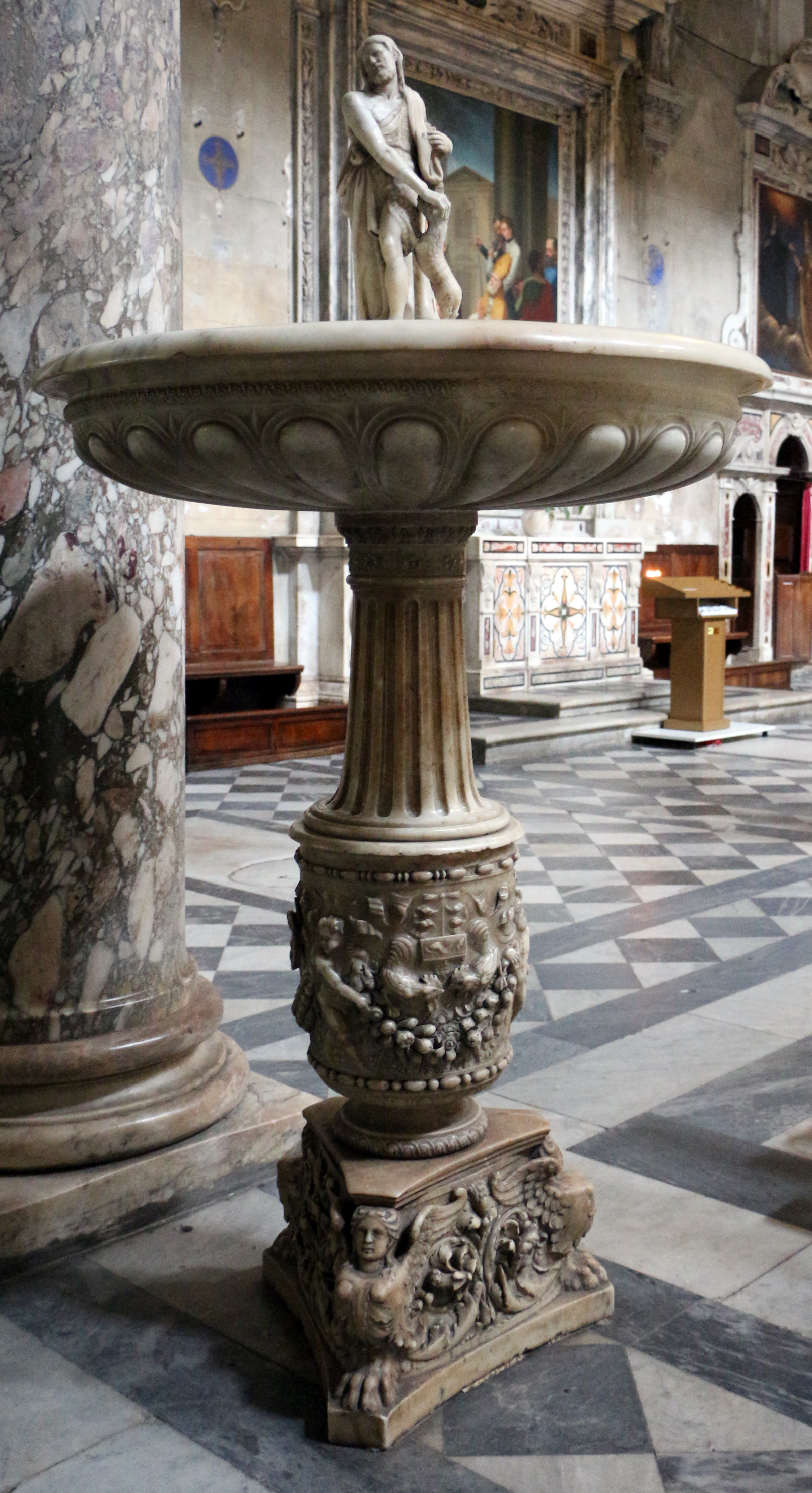
Stagio Stagi Acquasantiera
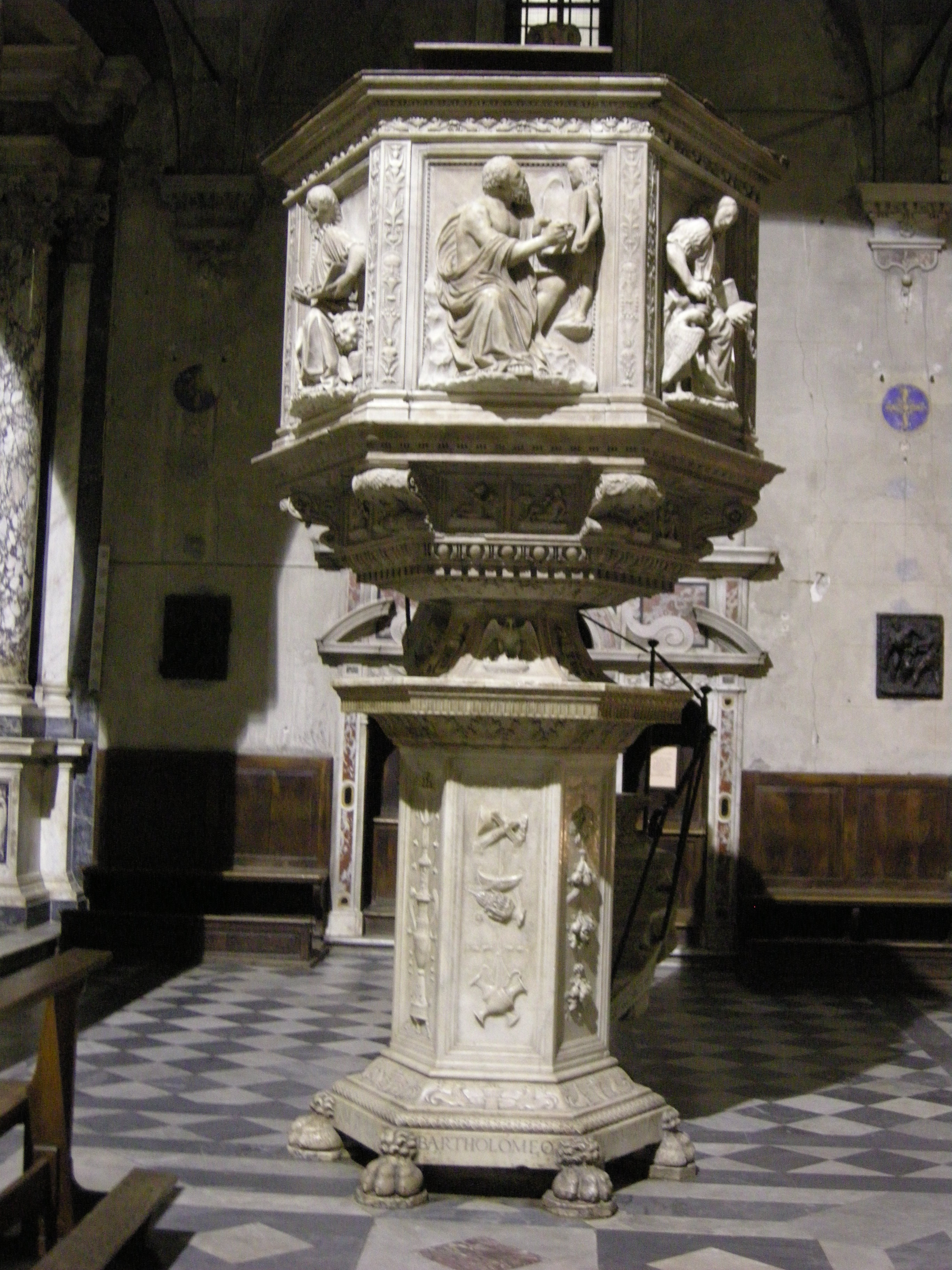
Pulpito
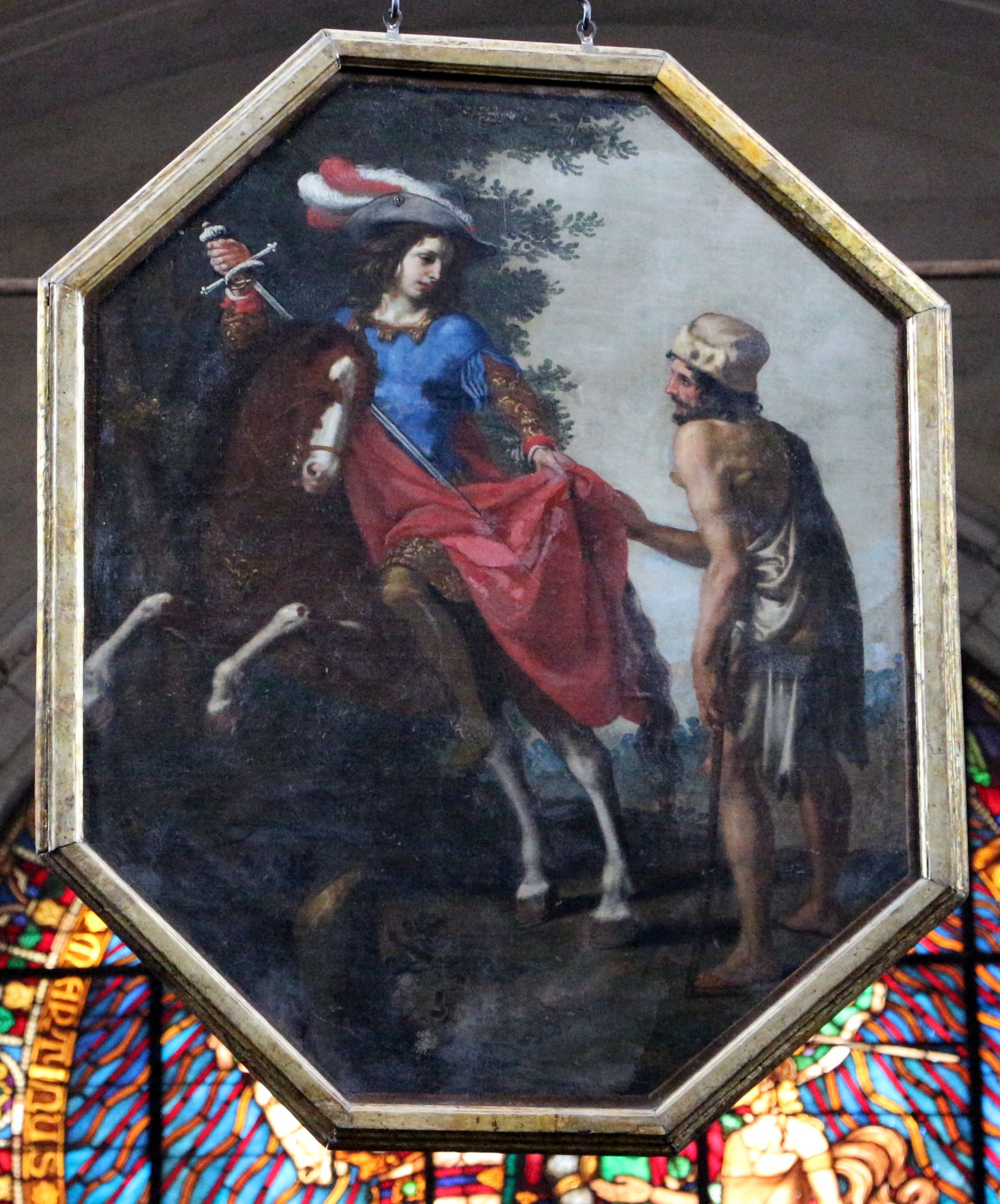
Jacopo Vignali, Elemosina di San Martino
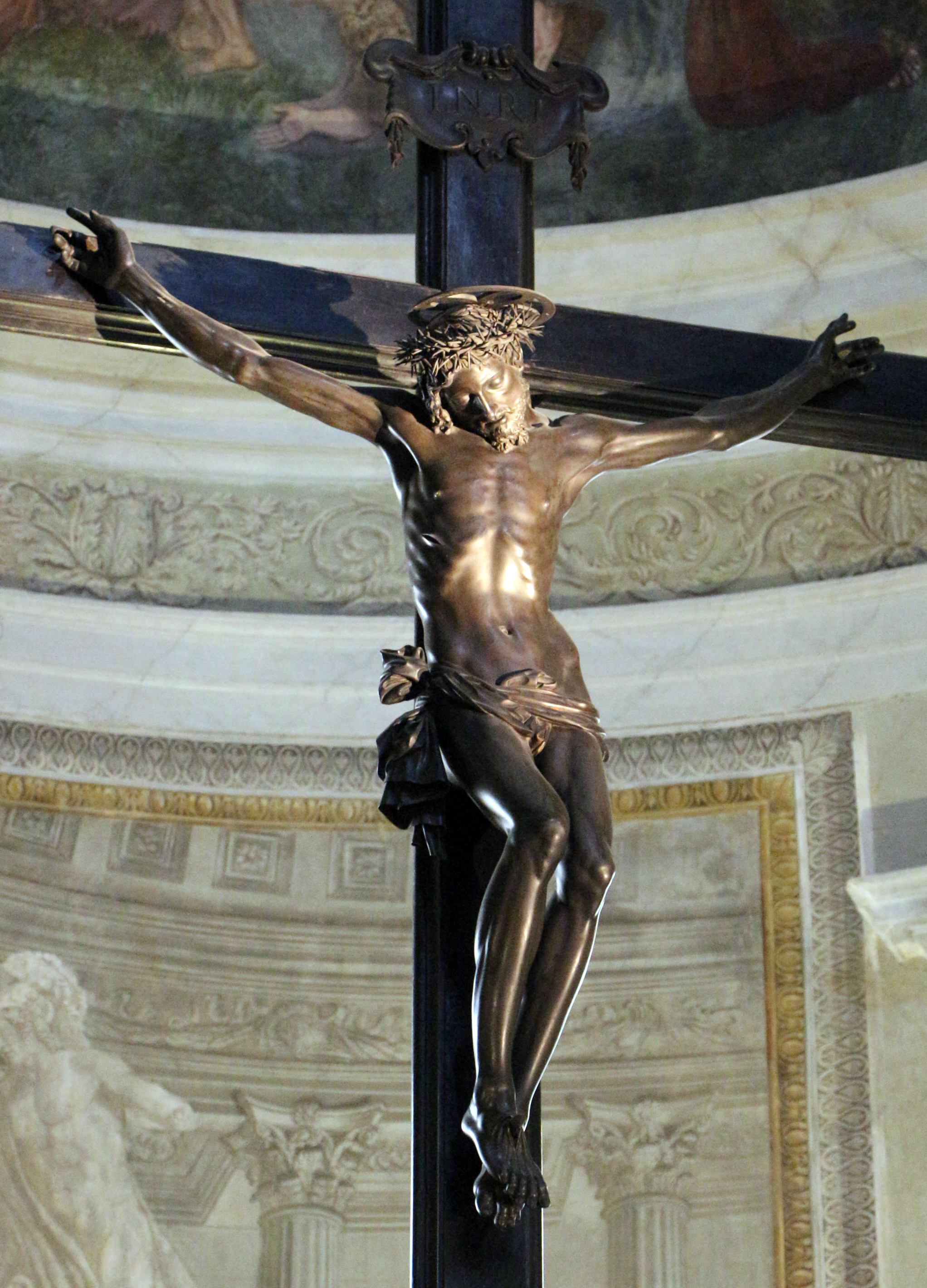
Ferdinando Tacca, Crocifisso
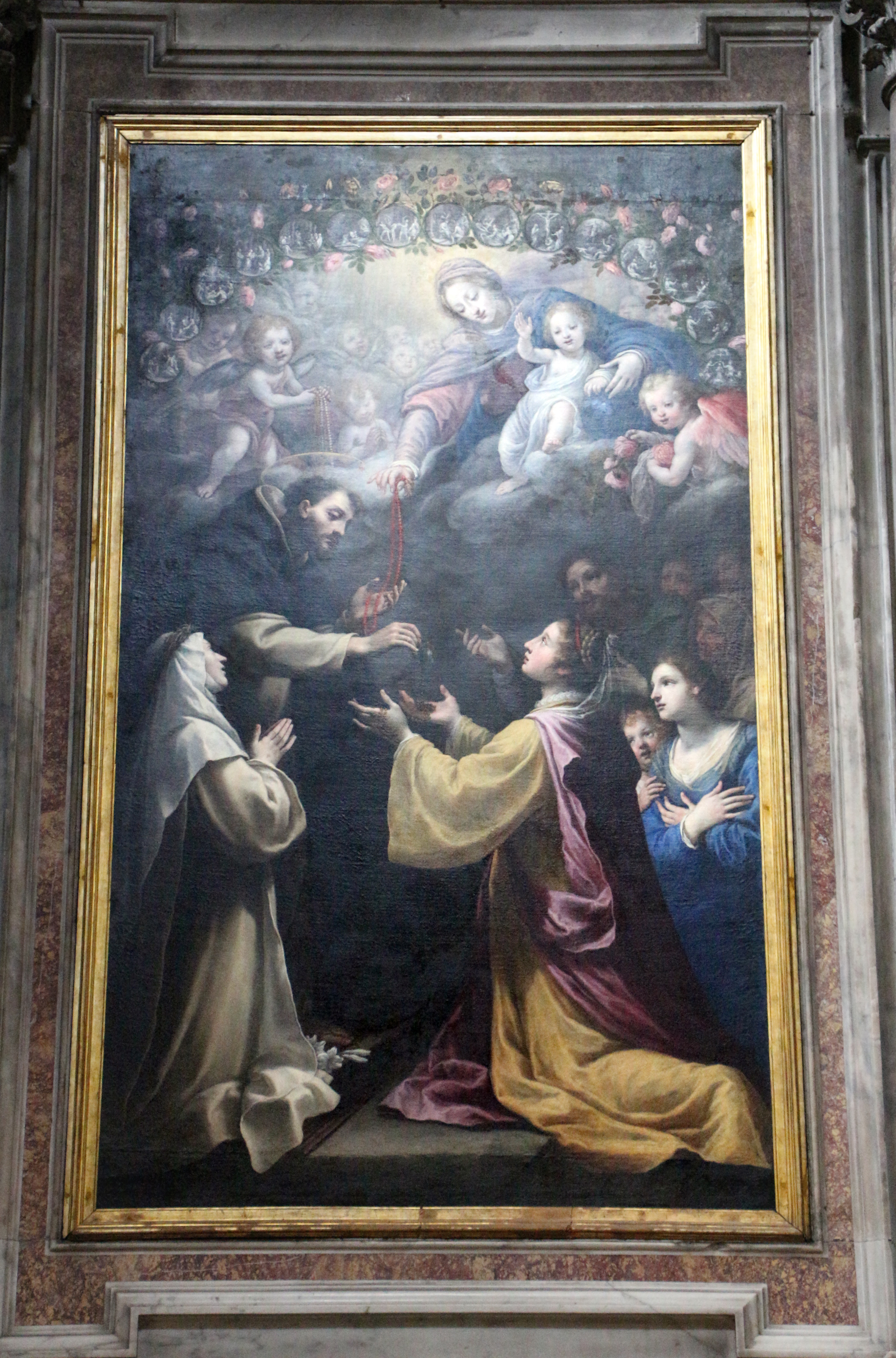
Matteo Rosselli, Madonna del Rosario e santi
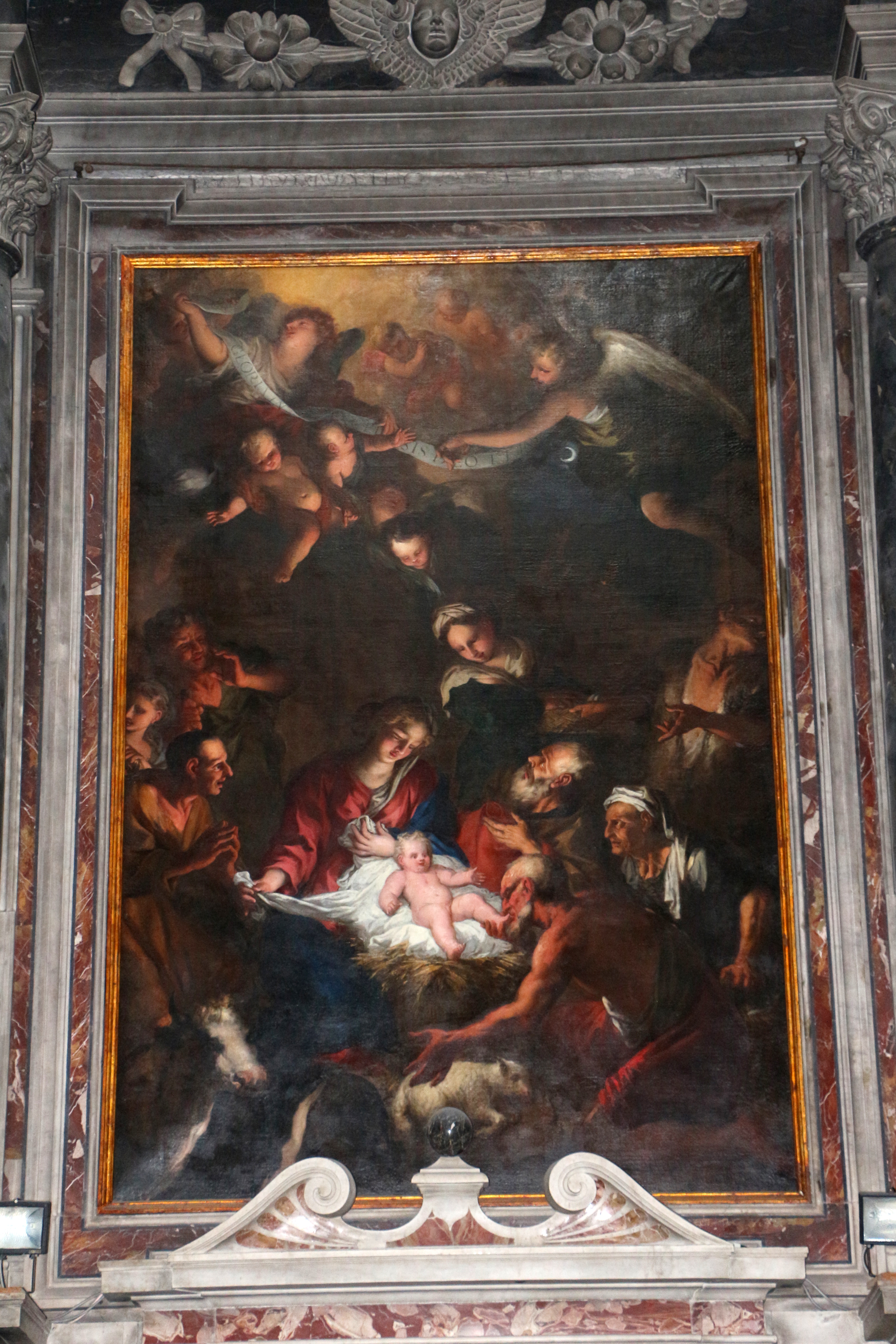
Pier Dandini, Natività